# حوزه انتخابیه دوم اکلاهما
حوزه انتخابیه دوم اکلاهما یک حوزه انتخابیه مجلس نمایندگان آمریکا است که در ایالت اکلاهما قرار دارد.